# Yugo mongol-tártaro
El yugo mongol-tártaro o yugo de la Horda  fue un sistema de dependencia política y tributaria de los principados rusos sometidos, desde 1242 hasta finales del siglo XV, al yugo del Imperio mongol, y más tarde de la Horda de Oro. El término “yugo” dejó de ser utilizado por algunos historiadores medievales de principios del siglo XXI, que empezaron a adoptar la expresión: "sistema de dependencia de las tierras rusas".
El establecimiento de la dependencia (“yugo”) fue el resultado de la invasión mongola de Rusia en 1237-1242. El yugo se estableció dentro de las dos décadas siguientes a la invasión. En el Principado de Vladímir-Súzdal duró hasta el reinado de Iván III de Rusia (tradicionalmente, se considera que el acontecimiento que puso fin al "yugo" fue la batalla del Río Ugra en 1480, sin embargo, algunos historiadores lo atribuyen a la Batalla de Aleksin en 1472). En las tierras de Rusia Occidental, la dependencia se eliminó en el siglo XIV, cuando fueron anexadas al Gran Ducado de Lituania y a la República de las Dos Naciones.
Como resultado de la campaña del ejército mongol hacia el oeste (1236-1242), los principados rusos fueron casi completamente destruidas. Las tierras rusas fueron incluidas en el ulus de Jochi con el estatus de "estados dependientes", conservando el pleno autogobierno administrativo. El mismo estatus gozaban los países de Transcaucasia, Asia Menor, Bulgaria del Danubio y Corea.
El sistema de relaciones de dependencia de las tierras rusas cambió con el tiempo y presentó diferencias regionales. En su volumen máximo y completo, incluía: la dependencia vasallática-feudalista de los príncipes rusos que estaban subordinados a los kanes de la Horda. El Gran Kan era el gobernante supremo con el derecho de hacer cautivos o ejecutar los príncipes, así como sus funcionarios para cobrar los atrasos. Había dependencia fiscal, administrativa y político-militar.

## Historia del término
Tradicionalmente, se denomina “yugo mongol-tártaro” al sistema de dependencia de las tierras rusas a los Kans de la Horda. Este término es ampliamente utilizado en la conciencia moderna. Se encuentra no sólo en la literatura científica y educativa, sino también en obras periodísticas y artísticas, e incluso en chistes.
Sin embargo, algunos historiadores medievalistas occidentales de principios del siglo XXI prefieren no utilizar el término "yugo". Estos historiadores, al considerar las relaciones entre Rusia y la Horda, prefieren utilizar: desde el lado de la Horda: el término “sistema de poder sobre las tierras rusas”; y desde el lado de la Rus: “sistema de dependencia de las tierras rusas”.
Entre estos historiadores medievalistas occidentales figuran: Charles Halperin y Marie Favero que sostienen que la historiografía rusa ha distorsionado la historia en su propio interés y ha buscado crear y difundir el cliché del “yugo tártaro-mongol”,  por lo que intentan combatir el uso de este término.
En el libro de texto unificado sobre la historia de Rusia, ampliamente utilizado en las escuelas rusas, este periodo se denomina: “el gobierno de la Horda”.
La palabra "yugo" se utilizaba en el antiguo idioma ruso. Sin embargo, los habitantes de la Rus en los siglos XIII-XV no dieron tal definición a la dependencia de los principados rusos de la Horda. Este significado apareció a finales del siglo XV y principios del XVI en la literatura histórica polaca. Fue utilizado por primera vez, en 1479, por el cronista Jan Długosz ( “jugum barbarum”, “jugum servitutis”); y, en 1517, por Maciej de Miechów, profesor de la Universidad de Cracovia.
La expresión “yugo mongol-tártaro” fue utilizada por primera vez en 1817 por Christian Kruse, cuyo libro “Atlas y tablas para revisar la historia de todas las tierras y estados europeos desde su primera población hasta la actualidad” fue traducido al ruso y publicado en San Petersburgo a mediados del siglo XIX. "Tártaros mongoles" es una expresión artificial. La palabra “tártaros” (el nombre de uno de los pueblos de Mongolia Oriental) sirvió en Oriente como designación general para los pueblos y tribus de Asia Central, incluidos los propios mongoles, varios siglos antes de las conquistas mongolas.
En el siglo XIII, los rusos y los europeos, al enterarse de la llegada de tropas mongolas a sus países (obviamente por parte de los kipchaks), adoptaron de estos últimos la denominación oriental habitual para los mongoles: "tártaros". Por eso, en los textos medievales rusos, como en la mayoría de los de Europa occidental, no se utilizaba el etnónimo “mongoles” y las tropas multitribales mongoles eran universalmente denominadas tártaros. Los pueblos turcos de la Horda de Oro, según una antigua tradición, asumiendo el nombre del pueblo conquistador y utilizando al mismo tiempo sus propios nombres tribales, comenzaron a llamarse tártaros, lo que a sus ojos servía como sinónimo de los mongoles.

## La esencia del fenómeno y su periodización
Después de la Invasión Mongola (1237-1241), las tierras rusas pasaron a formar parte del Imperio Mongol como parte de la Horda de Oro.
El período del dominio de la Horda en Rusia fue una etapa importante en el desarrollo del Estado ruso. Tanto en términos de la duración del jugo (unos 250 años) como del grado de participación en el funcionamiento del sistema político de otro estado. En términos de duración, este período es comparable a etapas de la historia rusa como los 249 años entre el bautismo de la Rus y el comienzo de las campañas mongolas, los 220 años de formación de un reino ruso unificado sin acceso a rutas comerciales marítimas activas, y los 217 años del Imperio ruso involucrado en la política europea.
El sistema de jugo cambió con el tiempo y presentó diferencias regionales. En su volumen completo y máximo, incluía:
- la adquisición de la soberanía sobre los principados conquistados por el Gran Kan mongol, y luego por el Kan de la Horda. En Rusia, los kanes de la Horda de Oro eran llamados “zares”;
- dependencia vasallaje-feudo - comparecencia personal de los príncipes ante el Kan para recibir de sus manos una etiqueta para el principado propio o ajeno; Los parientes más cercanos del Príncipe (hijos, hermanos, sobrinos) tenían que servir en la guardia diurna del kan, siendo de hecho rehenes;
- las prerrogativas judiciales del kan, como gobernante supremo (el derecho de hacer cautivos o ejecutar los príncipes, así como sus funcionarios para cobrar los atrasos) se extendieron a las tierras rusas;
- dependencia fiscal - pago de un tributo anual - la "salida" de la Horda (diezmo - impuesto sobre la renta del diez por ciento) - de acuerdo con los libros del censo; impuestos indirectos a favor del gobernante de la Horda: pozos/carros, arado, pienso, tamga. La situación se vio agravada por la existencia de un sistema de impuesto de explotación.
- dependencia administrativa - la aparición en los principados rusos de funcionarios especiales de la Horda: chislniks, baskaks, posteriormente reemplazados por darugas - gobernadores de los principados desde la sede del Kan;
- dependencia político-militar - introducción del servicio militar (como en todo el territorio del imperio), posteriormente sustituido por la participación de escuadrones principescos en las acciones militares de la Horda (incluso más tarde, mediante pagos monetarios).

A lo largo de todo el período del dominio de la Horda, el grado de dependencia de los principados rusos de la Horda y el grado de jurisdicción de las autoridades de la Horda no fueron los mismos. Todo el período del yugo de la Horda se puede dividir en varios períodos (según los trabajos de Yuri Vasilyevich Seleznev):
- 1223 - 1241: conquista de los principados rusos;
- 1242 - 1245: Período vasallo-feudo - Registro de dependencia: La principal señal de dependencia es la aparición personal de todos los príncipes importantes en la corte del Gran Khan. Realizar un censo. Inicio del pago de “salida”;
- 1245 - 1263: Período imperial: El Gran Duque de Vladimir es confirmado como Khagan, y los príncipes de Rostov y Riazán viajan a Karakorum para la investidura. El censo de 1257-1259 fue sancionado por el gobierno imperial central. Las tierras rusas están sujetas al sistema mongol de servicio militar universal;
- 1263 - 1290: Periodo vasco: En suelo ruso está ampliamente desplegada la estructura de funcionarios especiales del Khan: los baskaks. La interacción con el centro imperial en Karakorum cesa, los príncipes se someten directamente a la Horda [ g ] .
- Desde 1290-1310 hasta 1389: Período del Poder Ministerial: Durante este período, las tierras rusas fueron visitadas con mayor frecuencia por embajadores de la Horda, los parientes cercanos de los príncipes sirvieron en la corte del Khan, y durante este tiempo, el mayor número de príncipes rusos fueron ejecutados;
- 1389 - 1434: irregularidad en los viajes de los príncipes rusos a la estepa, aunque el kan de la Horda sigue siendo el árbitro supremo en las disputas. Los embajadores autorizados (elchi/kilichei) traen etiquetas para el reinado, aunque los propios príncipes heredan el reinado, pero se paga la "salida"; y
- 1434 - 1480: la única forma de dependencia es el pago de tributo y el reconocimiento de la supremacía. Los príncipes rusos sólo llegaron a la corte del Khan como resultado de derrotas militares (Basilio II de Moscú en 1445).

La terminación legal de la soberanía del Khan de la Horda sobre las tierras rusas debe asociarse con la derrota militar del Khan en el Río Ugra en el otoño de 1480.

## Etiquetas

### Administración directa e indirecta
Los principados rusos fueron derrotados por la Campaña Occidental del Ejército Mongol (1236-1242). La doctrina política mongola operaba con sólo dos categorías: súbditos o enemigos. Entonces, las tierras rusas fueron anexadas al Imperio Mongol mediante el reconocimiento de una "dependencia vasallática". Así, los Principados, pasaron a formar parte del ulus de Jochi y quedaron bajo el control de Batú Kan. Hasta los años 60 del siglo XIII, es decir, hasta la separación de la Horda de Oro del Imperio Mongol, el gobernante supremo del estado era el Emperador Mongol.  
Había dos modelos para incorporar los países recién conquistados al Imperio Mongol. El primer modelo era la ocupación militar y el gobierno directo por parte de administradores mongoles. El segundo modelo era la preservación de las instituciones locales de poder, reconociendo al mismo tiempo el vasallaje del gobernante local desde el Imperio Mongol. En este segundo modelo, el príncipe vasallo recibía una etiqueta para gobernar, garantizaba el pago del tributo y participaba en las empresas militares mongolas.
Inicialmente, el primer modelo se utilizó prácticamente en todas las partes. En el norte de China, Asia Central, Irán y cumania, la nobleza local perdió el poder y fue reemplazada por gobernantes mongoles. El segundo modelo de gobierno comenzó a implementarse simultáneamente con la conquista de Rusia y también se ha aplicado en Transcaucasia y Asia Menor, Danubio, Bulgaria y Corea.
La elección del modelo dependió en gran medida del comportamiento de los gobernantes locales. En Transcaucasia, en la segunda mitad de la década de 1230, las posesiones de aquellos príncipes que durante la campaña de conquista se presentaron ante los líderes mongoles y reconocieron la autoridad del Gran Khan, no se arruinaron y permanecieron con ellos. Dado que durante las campañas de Batú Kan en el noreste y el sur de Rusia ninguno de los príncipes rusos más poderosos reconoció la autoridad de los conquistadores y sus tierras fueron conquistadas, era natural que en Rusia se ha aplicado el “primer modelo”.
En la década de 1240, se introdujeron en la Rus elementos de control directo. Los gobernadores quedaron en Kiev y Pereyáslav, las capitales que se encontraron en la retaguardia del ejército que avanzaba hacia el oeste. Los mongoles percibían a Rusia como una entidad política única encabezada por Kiev. La siguiente cuestión que surgió fue: ¿continuar estableciendo el control directo o mantener a los gobernantes locales en los términos de los conquistadores?

### Las primeras aceptaciones del registro de dependencia (Etiqueta)
En el invierno de 1242-1243, una demanda para presentarse ante Batú Kan en una visita personal fue enviada simultáneamente a tres principales príncipes rusos: Yaroslav II de Nóvgorod , el Príncipe de Vladímir-Súzdal, Daniel de Galitzia, el Príncipe de Galicia-Volinia, y Miguel de Chernígov, el Príncipe de Chernígov. Cada uno de ellos, poco antes de la invasión, era dueño de Kiev, la capital nominal de toda la Rus. La exigencia era reconocer el yugo mongol y, si se producía, cuál de ellos debería ser aprobado como príncipe de Kiev y, en consecuencia, el principal entre los príncipes rusos. Se entendió que aquel que él eligiera como el “anciano” iría a Karakorum al Kan.
En 1243, Daniel y Miguel evitaron visitar Batú Kan, pero Yaroslav aceptó reunirse con Batú Kan y recibió el reconocimiento de la supremacía sobre todos los príncipes rusos. Como en 1243 Guyuk Kan aún no había sido confirmado como sucesor de Ogodei, Konstantin, el hijo de Yaroslav, fue a Karakorum.
En 1246, el propio Batú Kan envió Yaroslav a la corte del Gran Khan, cuando la cuestión de la coronación de Guyuk Kan estaba decidida.
En el otoño de 1245, Daniel llegó al cuartel general de Batú Kan después de recibir una demanda del comandante mongol Mouci para que entregara Hálych. A Daniel se le dio el control de sus posesiones, las tierras del Principado de Galicia-Volinia.
En el verano de 1246, Miguel llegó al cuartel general del gobernante del Ulus de Jochi para pedir el control del Principado de Chernígov, pero tras negarse a inclinarse ante el ídolo de Gengis Kan, fue asesinado por orden de Batú Kan. Además, el incumplimiento del ritual requerido, según Giovanni da Pian del Carpine, era sólo un pretexto que los mongoles utilizaban para tomar represalias.

### Consecuencias
Para la Horda de Oro, el hecho de emitir una Etiqueta no era menos importante que el hecho de recibirla para los vasallos rusos. La etiqueta no sólo confirmaba formalmente el jugo del príncipe ruso al Gran Khan de la Horda, sino que también definía obligaciones financieras muy serias, cuyo cumplimiento los kanes de la Horda siempre trataban con gran atención.
Esto es precisamente lo que se asocia con el serio procedimiento que acompaña tanto a la emisión de la etiqueta y su publicación en Rus, como al control sobre la implementación de sus instrucciones. El príncipe que recibía la etiqueta era acompañado al regresar a su feudo o capital por el embajador del kan, quien estaba presente en la ceremonia de entronización y se aseguraba de que el príncipe, poseedor de la etiqueta, recibiera reconocimiento universal.
Si la Horda recibía información sobre el incumplimiento por parte del príncipe de las instrucciones de la etiqueta, el kan enviaba un embajador con un destacamento armado o una gran unidad militar a Rusia para utilizar métodos administrativos o una intervención militar directa para obligar al vasallo a cumplir adecuadamente sus deberes.
En ambos casos, el kan emitía una etiqueta correspondiente a su representante autorizado: un embajador o un líder militar. Así, las instrucciones de las etiquetas emitidas por los kanes de la Horda de Oro a los príncipes rusos eran normas vigentes y reconocidas en Rusia directamente, y su implementación y observancia estaban garantizadas no solo por la autoridad de los propios príncipes, sino también por el poder supremo del Kan, basado en una gestión administrativa eficaz y en el poderío militar.

### Viajes de los príncipes rusos a la Horda
Los principados rusos se encontraron directamente involucrados en la esfera de influencia política de la Horda de Oro. La estancia en la corte del Khan de la Horda era un elemento importante de la vida política de los príncipes rusos entre los siglos XIII y XV. 
En un período de poco más de doscientos años (1242-1445), 99 príncipes y tres princesas realizaron un total de 249 viajes. La abrumadora mayoría de los viajes a la corte de la Horda fueron realizados por los grandes príncipes de los principados correspondientes o los contendientes más cercanos al título de gran príncipe.

## Dependencia fiscal
Otro elemento importante del yugo era la dependencia tributaria de los principados rusos. Una de las primeras acciones de los mongoles en las regiones conquistadas fue la introducción de impuestos y la creación de un aparato fiscal. El sistema tributario del Imperio Mongol, y más tarde de la Horda de Oro, estaba clara y estrictamente regulado.
Para satisfacer las necesidades de impuestos y reclutamiento en el Imperio Mongol, incluidos los territorios conquistados, se realizaba periódicamente un censo de población. En 1247, se realizó el primer censo de población en la Rus. En este censo participaron los Principados de Kiev, de Podolia, de Pereyáslav y de Chernígov. En el año 1247, se realizó de nuevo un censo en estas zonas. Al mismo tiempo (1247-1248) se realizó un censo de la población en todos los territorios conquistados por los mongoles, incluida China y el Cáucaso.
En 1257-1259, se realizó un nuevo censo, cuando se registró por primera vez la población de las regiones de  Súzdal, Riazán y Múrom. En 1258 se realizó un censo en el Principado de Vladímir y en 1259 en Nóvgorod. Entre 1273 y 1275, se realizó el último gran censo en Rus durante el período del dominio de la Horda de Oro. En este censo participaron el noreste de Rusia y el Principado de Smolensk.
En el período inicial de funcionamiento del aparato administrativo de la Horda, el derecho a recaudar tributos estaba asignado a los recaudadores de impuestos, quienes recaudaban los pagos establecidos con muchos abusos para su propio beneficio. Esto provocó una serie de disturbios contra los recaudadores de impuestos, lo que llevó a la abolición del sistema de recaudación de impuestos por funcionarios del Imperio Mongol y las funciones de recaudación de tributos fueron asignadas a los príncipes rusos.
Roman Yulianovich Pochekaev divide los impuestos y tasas de la Horda de Oro en grupos:
1. impuestos principales;
2. impuestos sobre el comercio, las carreteras y las fronteras;
3. tarifas especiales;
4. honorarios extraordinarios;
5. deberes.[11]

Los impuestos principales: se recaudaban de todos los súbditos del Khan de la Horda de Oro, tanto de la población nómada como de la sedentaria. En Rusia, los impuestos se aplicaban a la población sedentaria.
- El impuesto territorial sobre la población sedentaria se llamaba “kharaj”, en fuentes rusas se llamaba “vyhod” o “horde vyhod”. Toda la población sedentaria de la Horda de Oro estaba sujeta al pago de este tipo de impuesto.[16]
- El principal impuesto agrario sobre la población sedentaria ascendía a 1/10 de la cosecha y se llamaba “tagar” o impuesto sobre el granero. Según Juvaini, se creía que este impuesto se introdujo con el propósito de lograr una mayor redistribución entre la población pobre.
- otro tipo de impuesto agrario era: el "Popluzhnoe", Recogido de cada arado, es decir, de cada finca cultivando su parcela de tierra.

Impuestos sobre carreteras, fronteras y comercio: en la mayoría de los casos se recaudaban de los comerciantes de la Horda y extranjeros, pero también de otras categorías de la población (que no eran comerciantes) que tenían que cruzar la frontera y transportar alguna mercancía a través de las carreteras. El impuesto comercial, junto con el impuesto territorial, eran las principales fuentes de ingresos de los kanes de la Horda.
- Las tarifas comerciales consistían en tarifas comerciales y tarifas de peso. En la tradición de la Horda, el impuesto comercial se llamaba "tamga" y el funcionario que lo recaudaba: el “oficial de aduanas”, como señal de que el impuesto había sido cobrado, ponía una marca en las mercancías, también llamada "tamga". La tasa del impuesto comercial en la Horda de Oro era del 3% del valor de las mercancías.
- La colección de pesas "tartanak" o "kantar" estaba estrechamente relacionada con la "tamga". Su tipo impositivo se fijó en la mitad del impuesto comercial. La unidad impositiva, el "tartanak", no eran las mercancías en sí, sino los carros en los que se importaban.
- Un impuesto de circulación llamado "insignia" que se utilizaba para el mantenimiento de las carreteras.
- "Karaulluk": una tarifa por proporcionar guardias armados a los comerciantes.

Los comerciantes y viajeros también pagaban una serie de "tarifas de transporte" cuando cruzaban en barco o balsa, o cuando pasaban por puentes.
Se aplicaban tarifas especiales  a quienes realizaban determinadas actividades. Se trata, por ejemplo: de impuestos sobre el uso de los recursos minerales y del agua; sobre los productores de Kashk, requesón y otros productos lácteos; sobre de los huertos; sobre los fabricantes de flechas; del ganado menor. En el sector comercial: honorarios del intermediario, honorarios por la elaboración del contrato.
Impuestos y derechos extraordinarios:  o extraordinarios que se cobraban en determinados casos. La mayoría de las veces, estas colecciones estaban asociadas con la llegada a la región de altos dignatarios, embajadores o familiares del kan, a quienes tradicionalmente se les debía obsequiar con regalos y presentes correspondientes a su rango y los objetivos de los donantes. Se trata de los llamados “regalos”, “conmemoraciones”, “peticiones”, “honores” y “rentas”.
Deberes: Como, por ejemplo:
- El deber de dar alojamiento a los funcionarios y diplomáticos que pasan por allí (ilchi-konak). La población estaba obligada a proporcionar tanto transporte como víveres: carros “ulag” , caballos de montar “mal” , víveres “ulafa” y forraje para el ganado “susuun”. Las "etiquetas", o “cartas de viaje”, establecían la cantidad de apoyo que recibirían los mensajeros y funcionarios durante su viaje a su destino, que dependía del estatus del viajero, el propósito y el destino;
- Deberes asociadoss a la organización de campañas militares, que incluían: aceptar soldados para alojarlos y preparar provisiones para ellos;
- Deberes para garantizar la seguridad en la región: luchar contra ladrones y asaltantes - "karauluk" o "reunión nocturna". Los propios vecinos estaban interesados en llevarlo, ya que en caso de robo a comerciantes o funcionarios que pasaban por allí, los vecinos tenían que encontrar a los ladrones o compensar a las víctimas por las pérdidas a sus expensas. Este deber podría expresarse tanto en el mantenimiento de los destacamentos enviados, como en la asignación de personas de entre los residentes locales para formar sus propios destacamentos.[11]

## Representantes de la administración de la Horda en Rus
El Imperio Mongol se utilizó de los baskaks y de los darughachis como sus representantes en los territorios conquistados. Sus funciones podrían diferir un poco, en diferentes épocas y en diferentes territorios conquistados.
Hay poca información sobre cómo se organizó el poder mongol inmediatamente después de la conquista de Rusia.
En Rusia, los baskaks y los darughachis eran instituciones de poder mongol diferentes, pero similares. Eran representantes directos del kan en el territorio conquistado y ocupaban altos cargos en la administración, primero del Imperio Mongol y luego de la Horda de Oro.

### Baskaks
Los baskaks fueron los primeros representantes permanentes del poder mongol en la Rus. El material crónico y documental registra sus actividades en el territorio de los principados rusos desde la segunda mitad del siglo XIII. La Crónica Ipatiev, de 1255, es la primera evidencia de fuentes rusas sobre los baskaks en el territorio de la Rus. La última evidencia es el texto del encuentro, en 1381, del Gran Duque Dmitri Ivánovich Donskói con Oleg II de Riazán, el Príncipe de Riazán.
Giovanni da Pian del Carpine, que viajó a Mongolia entre 1245 y 1247, llama de baskaks, a los primeros gobernadores mongoles en las tierras conquistadas.
Las actividades de los baskaks en la Rus estaban relacionadas con la recaudación de tributos, sin embargo, los propios baskaks no participaban directamente de la recaudación. Para este fin existían los funcionarios de aduanas, contaminadores y otros. Sus actividades estaban controladas por el Gran Duque. Cuando los grandes príncipes ya no podían controlar totalmente la situación en el noreste de la Rus y los pagos regulares al tesoro del Khan estaban bajo amenaza de interrupción, los baskaks aparecieron en esta región. Se les pidió que garantizaran un suministro ininterrumpido de tributo. La posición del baskak era alta: en esencia, eran un órgano de supervisión de los príncipes y no había intermediarios entre el khan y el baskak y el baskak y el príncipe.
En el tercer cuarto del siglo XIII, los baskaks aparecieron en el noreste de la Rus, donde desaparecieron en la primera mitad del siglo XIV. En las afueras de las tierras rusas, los baskaks aparecieron antes, poco después de la conquista mongola, y desaparecieron más tarde que en el noreste. En general, los baskaks desaparecieron del territorio de Rusia en la segunda mitad del siglo XIV.

### Darughachi
En Rusia, no sólo funcionaban los baskaks sino también los darughachis. La primera información sobre los darughachis en fuentes en lengua rusa se remonta a mediados del siglo XIV. Son conocidos el darughachi moscovita Min Bulat y el darughachi Temir, que nació en Riazán.
Los darughachis estaban ubicados territorialmente en la corte del Khan.
En el siglo XV, estuvieron activos darughachis emparentados con los Rus. En ese momento, los baskaks ya no operaban en el territorio de los principados rusos.
Desde la segunda mitad del siglo XIII ya se tenía noticia de la existencia de darugachis relacionados con la Rus. La crónica china “Yuan-shi”, afirma que, en 1257, Mengu “hizo a Kitai, el hijo del yerno de Kaan Lachin, darugachi para la pacificación y el mantenimiento del orden entre los rusos, en relación con lo cual le concedió 300 caballos y 5.000 ovejas”.
La información de fuentes rusas indica claramente la alta posición de los darughachis. Los textos de las etiquetas indican cierta participación de los darughachis en la recaudación de impuestos de la población local. Los darughachis, al igual que los baskaks, no recaudaban tributos ellos mismos. Como funcionarios administrativos de alto rango, supervisaban la tributación de los territorios subordinados. La evidencia crónica indica claramente que los darughachis de Moscú y Riazán no estaban ubicados en el territorio de Rusia, sino en la corte del kan.

### Embajadores
En fuentes de origen ruso, embajadores era el nombre que se daba a los enviados mongoles, quienes en los actos oficiales de los gobernantes de la Horda eran designados con el término turco “elchi”.
A Rusia llegaron embajadores con poderes muy diversos. Durante la conquista, los embajadores ofrecieron su cooperación voluntaria a los príncipes rusos, y luego transmitieron la orden del kan de acudir a su cuartel general, emprender la campaña y garantizaron el acceso de los príncipes a los derechos de reinado: trajeron etiquetas del kan y, si era necesario, proporcionaron apoyo armado a uno u otro príncipe. Respecto al número de destacamentos armados que acompañaban a los embajadores, las crónicas proporcionan las siguientes cifras:
- en 1476, 50 personas, con el embajador Bochuka;
- en 1474, 600 personas, con el embajador Kara-Kuchuk; y
- en 1381, 700 personas, con el embajador Akhozei.[18]

En Rusia, los embajadores tártaros tenían un alto estatus debido a su pertenencia a la administración del Khan de la Horda de Oro, el señor de los príncipes rusos. Casi todos los embajadores del Khan son conocidos por su nombre. Se desconoce el origen de la mayoría de los embajadores que visitaron Rusia, pero algunos de ellos eran “tsareviches” (es decir, miembros de la dinastía gobernante) o “príncipes” (emires o beks, representantes de la aristocracia).

## Dependencia militar y política

### Campañas militares conjuntas de la Horda y Rusia
| Fecha                               | Enemigo                 | Causa | Tropas de la Horda | Tropas rusas |
| ----------------------------------- | ----------------------- | --- | --- | --- |
| Invierno 1257/58                    | Gran Ducado de Lituania | El comienzo de una nueva expansión de la Horda de Oro hacia el noroeste. Orden a los príncipes rusos para que se unan a la campaña contra el Gran Ducado de Lituania. | Cuerpo del Gran Emir Burundai | Escuadrones de los príncipes de Galicia-Volinia: Daniel de Galitzia y su hermano: Vasilko Romanovich |
| Diciembre de 1259 – febrero de 1260 | Pequeña Polonia         | Expansión continua. Cuando Burundai entró en Galitzia, el príncipe Daniel de Daniel de Galitzia huyó a los polacos. Burundai ordena a quienes han expresado su sumisión a Vasilko Volynsky y a los hijos de Daniel que derriben las murallas de las ciudades y también que se unan a la campaña contra Polonia. | tropas bajo el mando de Oglan Burundai, Baimur, Kuichnyay, Ashik, Bolyuy                                                                           | Escuadrones de los príncipes de Galicia-Volinia: Vasilko Romanovich, León I de Galitzia y Román Danilovich |
| 1275                                | Gran Ducado de Lituania | Solicitud de ayuda militar de León I de Galitzia al Khan Mengu-Timur y al Beklarbek Nogai | Cuerpo de Yagurchin | Escuadrones de los príncipes de Galicia-Volinia: León I y Mstislav Danilovich; Vladimir Vasilkovich; los príncipes de Briansk: Roman Mikhailovich y Oleg Romanovich; el príncipe de Smolensk: Gleb Rostislavovich, los príncipes de Túrov y Pinsk |
| 1277 (invierno 1278-79 )            | Gran Ducado de Lituania | Por iniciativa del Beklarbek Nogai en respuesta a la queja contra el Gran Ducado de Lituania de los príncipes de Galicia-Volinia: León I, Mstislav Danilovich y Vladimir Vasilkovich | Mamshai | Tropas de los Príncipes de Galicia-Volinia bajo el mando de los príncipes: Mstislav Danílovich y Yuri Lvovich; y Tuima, el gobernador de Jolm. |
| Invierno 1279/80                    | Pequeña Polonia         | León I de Galitzia, recurrió a Beklarbek Nogai para apoderarse del trono de la Pequeña Polonia, después de la muerte de Boleslao V el Casto | refuerzos limitados de las tropas de la Horda bajo el liderazgo de Konchak, Kozei y Kubatan y tropas lituanas, que partieron a instancias de Nogai | tropas de los príncipes de Galicia-Volinia bajo el liderazgo de los príncipes León I, Mstislav y Vladimir Danilovich; y Yuri Lvovich. Los príncipes de Volinia participan en la campaña a instancias de Nogai                                     |
| 1285                                | Reino de Hungría        | Expedición punitiva de la Horda de Oro en respuesta a la invasión del Rey Ladislao IV de Hungría, durante la persecución de los cumanos rebeldes, de la frontera húngaro-tártara | tropas de Beklarbek Nogai y Oglan Telebuga | Las tropas de León I de Galitzia no pudieron unirse con las tropas de Telebuga, ya que se vieron obligadas a repeler el ataque de Leszek II el Negro, el duque de Sandomierz                                                                      |
| Invierno 1287/88                    | Pequeña Polonia         | Respuesta al ataque de Leszek II el Negro de 1285 a las tierras de Galicia-Volinia, que impidió León I de Galitzia de participar en la campaña húngara como parte de las tropas de Telebuga | tropas de Beklarbek Nogai y Oglan Telebuga | Los príncipes León I de Galitzia y Yuri Lvovich, así como las tropas enviadas por el príncipe Vladimir Danilovich |

## Bajo el yugo
Los gobernantes de la Horda recurrieron repetidamente a la intervención armada para presionar a los príncipes rusos. Por ejemplo, en mayo de 1252, Andréi II de Vladímir, el Príncipe de Vladímir-Súzdal, no queriendo “servir al zar”, fue derrocado como resultado del “ejército de Nevryuyev”, que devastó Pereslavl-Zaleski y sus alrededores rurales. El gran trono principesco de Vladimir pasó a su hermano mayor: Alejandro Nevski, el Gran Duque de Kiev y Nóvgorod.
A menudo, las embajadas de la Horda de Oro se convertían en acciones militares a gran escala; Los príncipes comenzaron a utilizar la fuerza militar mongol para sus propios fines. En 1270, Yaroslav de Tver, el Gran Duque de Vladímir y Tver; y, en 1273, Vasily Yaroslavich, su hermano menor (que ocupó el trono de Vladímir entre 1272 y 1276); atrajeron tropas de la Horda para pacificar la Tierra de Novgorod. Es cierto que en el primer caso, en 1270, el destacamento de la Horda fue retirado por orden del Khan.
El reconocimiento por parte de los príncipes rusos de la autoridad del gobernante de la Horda de Oro también cambia la actitud de éste hacia el “Ulus ruso”. Deja de ser objeto de conquistas y de incursiones depredadoras. Al convertirse en parte del dominio del Gran Khan, se convierte en una de las principales fuentes de ingresos monetarios: “producción” y recursos humanos para las expediciones militares y la construcción de ciudades en el Bajo Volga. El gobierno de la Horda supervisó de cerca el cumplimiento oportuno y completo de las obligaciones del “Ulus ruso”. Al mismo tiempo, el Gran Khan vigilaba estrictamente que sus súbditos no interfirieran con los príncipes rusos en su cumplimiento. Una incursión no autorizada del emir de la Horda en tierras rusas se castigaba con la muerte.
Según Yuri Vasilyevich Seleznev, durante el período de fuerte poder central (1243 a 1300), solo se conocen cuatro incursiones depredadoras significativas (y no con el objetivo de restablecer el "orden", es decir, cuando los príncipes rusos no cumplieron con las obligaciones que se les impusieron) de la Horda. Entre estos casos se incluye, en 1275, la destrucción del volost del principado de Kursk, durante el regreso de una campaña contra el Gran Ducado de Lituania, donde la Horda actuó como aliada de León I de Galitzia.
También, en el invierno de 1287-1288, al regresar de una campaña contra Polonia, las tropas del Khan Telebuga devastaron el territorio del volost de Leópolis. La realidad de las incursiones, en 1278 y 1288, en el territorio del Principado de Riazán es cuestionada por los historiadores modernos, ya que no hay información sobre ellas en las crónicas tempranas.

### Principado de Galicia-Volinia
El desarrollo de las relaciones entre la casa principesca de Galicia-Volinia y los representantes de los hijos de Jochi llevó bastante tiempo y fue de naturaleza gradual.
Entre 1241 y 1245, luego después de la invasión mongola, la tierra de Galicia-Volinia conservó su independencia, al igual que el vecino Reino de Hungría y los principados polacos de Silesia, Pequeña Polonia y Cuyavia, que habían sido sometidos a una derrota militar.
En 1245, llegó a Hálych, la primera embajada mongol registrada en las crónicas. La misión diplomática fue enviada a la corte del príncipe gallego no desde la sede donde estaba Batú Kan, el jefe de los hijos de Jochi, sino desde Mauci (Maychi, Moguchi), que encabezaba el “ala” occidental del "Ulus de Jochi". Los embajadores presentaron un ultimátum exigiendo la transferencia de las tierras gallegas bajo el control directo de los funcionarios mongoles.
Para neutralizar la amenaza militar que emanaba de Mautsi, el Príncipe gallego Daniel de Galitzia fue al cuartel general de Batú Kan para reconocer el jugo del gobernante supremo del Ulus de Jochi en condiciones más favorables para él. Como resultado, Daniel recibió el estatus de estado vasallo para sus posesiones, ubicadas en la frontera occidental del Ulus de Jochi, que limitaba con países hostiles a los mongoles (Hungría, Polonia y Lituania). Según Anton Anatolyevich Gorsky, el estatus del principado correspondía al tipo de dependencia, cuyas características distintivas eran la ausencia de censos y la institución de Baskachestvo con la participación simultánea de escuadrones gallego-volynianos en las acciones militares de los jochids.
Una prueba adicional del estatus privilegiado de los hijos de Román el Grande, en el período de 1245 a 1253, es el informe del cronista gallego sobre la presencia de conjuntos de armaduras mongoles de gran eficacia entre los guerreros de Daniel de Galitzia durante la Campaña de Estiria de 1252. Según V. L. Vorotyntsev, Daniel recibió este material durante la visita de Daniil a la sede de Batú Kan, como regalo al príncipe gallego como confirmación de su estatus especial de "aliado".
Desde 1252 (o finales de 1251), surgió un conflicto territorial entre Daniel y Kuremsa, que era nómada en los territorios adyacentes. En 1254-1255, las tropas galaico-volineas devastaron la frontera de Kiev, la "zona de amortiguación" subordinada a Kuremsa, en respuesta a lo cual Kuremsa declaró la guerra contra Volinia. Después de que Kuremsa fuera reemplazado por Burundai, no hay información en las fuentes sobre la resistencia de Daniel a la Horda de Oro ni sobre ninguna acción encaminada a eliminar el sistema de dependencia.
En 1258, las tropas dirigidas por el Príncipe Vasilko Romanovich, hermano menor de Daniel, se unieron a los regimientos de Burundai en una campaña contra Lituania y los yotvingios, que se emprendió en respuesta a la campaña lituana contra el Principado de Smolensk y Torzhok en el mismo año.
En 1259, Burundai deshonró a los Príncipes de Galicia-Volinia y exigió que se demolieran las fortificaciones de varias ciudades. El objetivo de ambas campañas de Burundai era limitar la excesiva independencia del Príncipe Daniel de Galitzia, romper las relaciones amistosas establecidas entre Galicia-Volinia y sus vecinos occidentales: Gran Ducado de Lituania y el Reino de Polonia (1025-1385), debilitando así a estos vecinos.
La destrucción de las fortificaciones de varias ciudades y fortalezas en las tierras de Galicia-Volinia, llevada a cabo a petición del líder militar mongol, son signos del reconocimiento por parte de los hijos de Román el Grande de la soberanía del Gran Khan y de Berke, entonces, el gobernante del "Ulus de Jochi". Tales exigencias eran una condición indispensable para la concesión de etiquetas a gobernantes que se sometían. Así, según Juvayni, durante el paso de las tropas de Hulagu por las tierras de la meseta iraní, entre 1256 y 1257, varios gobernantes locales llegaron a la sede del Ilkhan y reconocieron el gobierno supremo de los descendientes de Genghis Kan. Además, la destrucción de murallas y castillos era una condición impuesta por los mongoles para aceptar el yugo.
En el invierno de 1274/1275 tuvo lugar la campaña conjunta de los príncipes de Galicia-Volinia, las tropas del Sarai Khan Tuda Mengu y los príncipes de Smolensk y Briansk dependientes de él contra el Gran Ducado de Lituania. León I de Galitzia y la Horda tomaron Novogrúdok antes de que llegaran los aliados, por lo que el plan de una campaña en lo profundo de Lituania quedó arruinado.
En 1277, los príncipes de Galicia-Volinia, junto con las tropas de Nogai, invadieron otra vez el Gran Ducado de Lituania. La Horda devastó las afueras de Novogrúdok, pero las tropas rusas no lograron tomar Vawkavysk.
En el invierno de 1280/1281, las tropas galegas, junto con las tropas de Nogai (tropas reunidas por petición de León I), sitiaron Sandomierz, pero sufrieron una derrota parcial. Casi inmediatamente se produjo una campaña de represalia polaca y la captura de la ciudad gallega de Przeworsk.
En 1285 Nogai y Telebuga ordenaron a los príncipes de Galicia-Volinia que los acompañaran contra los húngaros. Las tropas de la Horda del Volga se perdieron en los Cárpatos y sufrieron graves pérdidas por hambre. Aprovechando la ausencia de León I, los polacos invadieron nuevamente Galicia.
En 1287 Telebuga ordenó a los príncipes de Galicia-Volinia que lo acompañaran a Polonia, mientras que las afueras de la capital de la tierra de Volinia sufrían seriamente por el ejército de la Horda. Telebuga fue a Sandomierz, quería ir a Cracovia, pero Nogai ya había ido allí a través de Przemyśl. Entonces, las tropas de Telebuga se situaron en las proximidades de Leópolis, que sufrió graves consecuencias.
En 1288, Telebuga, junto con Alguy y los príncipes de Galicia-Volinia, invadieron Polonia, otra vez.
En la segunda mitad del siglo XIII, el Principado de Galicia-Volinia no controló Ponizia, pero luego, aprovechando la caída del Ulus de Nogai, restableció su control sobre estas tierras, obteniendo acceso al Mar Negro. Después de la muerte de los dos últimos príncipes de la línea masculina de los hijos de Román el Grande, los perdieron de nuevo.
A principios del siglo XIV, Polesia fue anexada al Gran Ducado de Lituania, después llegó la anexión de Volinia, como resultado de la Guerra de Sucesión de Galicia y Volinia (1340-1392). En 1349, Galicia fue anexada a Polonia.

### Rus del Sur
Después de la conquista mongola, el territorio de la región de Kiev se dividió en una unidad administrativa separada, cuya gestión en la etapa inicial estuvo a cargo de representantes de la administración militar mongol. Posteriormente, esa región se transformó en un feudo, cuyas etiquetas para la gestión fueron recibidas, entre 1242 y 1263, por representantes de la casa principesca de Vladímir-Súzdal, manteniendo la presencia militar de la Horda.
A finales del siglo XIII y la primera mitad del siglo XIV, la gestión de las tierras de Kiev pasó a representantes de otras casas principescas del sur de Rusia, que llevaron a cabo la gestión conjuntamente con representantes de la administración de la Horda (Baskaks).
A finales del siglo XIII, Kiev perdió su papel como residencia del Metropolitano (obispo de la Iglesia Ortodoxa): en 1299, el Metropolitano Maxim, incapaz de tolerar la violencia tártara, huyó de Kiev y se fue a Briansk y de allí a la tierra de Súzdal. Desde finales de los años 20 del siglo XIV, las tierras de Kiev se quedaron dividida en esferas de poder del Gran Ducado de Lituania y de la Horda.
A principios de los años 60 del siglo XIV, las tierras de Kiev fueran finalmente controladas por el Gran Ducado de Lituania bajo Algirdas, que instaló a su hijo Vladímir Olgerdovich en Kiev.
El Principado de Pereyáslav fue administrado directamente por la Horda de Oro, sin la participación de los príncipes rusos, hasta la segunda mitad del siglo XIV, cuando pasó a formar parte del Gran Ducado de Lituania.
Ele Principado de Chernígov fue sometido a una grave fragmentación. Durante un corto tiempo, el Principado de Briansk se convirtió en su centro, pero, a finales del siglo XIII, presumiblemente con la intervención de la Horda, pasó a ser posesión de los Príncipes de Smolensk. En la segunda mitad del siglo XIV, se produjo el establecimiento de la soberanía del Gran Ducado de Lituania sobre las tierras de Smolensk y Briansk.

### Rus del noreste
Los gobernantes de la Horda de Oro recurrieron repetidamente a la intervención armada para presionar a los príncipes rusos. En mayo de 1252, Andréi II de Vladímir, el Gran Duque de Vladímir-Súzdal, no queriendo “servir al Zar”, fue destituido como resultado del “ejército de Nevryuyev”.
Después de eso, los príncipes rusos comenzaron a utilizar la fuerza militar mongol para sus propios fines. En 1270, Yaroslav de Tver, el gran príncipe de Vladímir-Súzdal; y, en 1273, Vasili de Kostromá, su hermano menor, que ocupaba el trono de Vladímir-Súzdal en ese momento, atrajeron tropas de la Horda para pacificar la tierra de Novgorod.

#### Guerra civil en el noreste de Rusia (1281-1293)
En 1281, Andréi III de Vladímir, el Príncipe de Gorodéts, utilizó la ayuda de un influyente grupo político de la Horda de Oro para apoderarse del trono de Vladímir-Súzdal. Logró desplazar a su hermano mayor, el Gran Duque Dmitri de Pereslavl, cuyo centro de posesión era su propiedad ancestral en Pereslavl-Zaleski. Sin embargo, este último pronto pudo recuperar el trono perdido.
En el verano de 1282, el Príncipe Andréi III envió otro destacamento de la Horda de Oro contra Dmitri, que nuevamente devastó en gran medida las ciudades y tierras del noreste de Rus. Esta vez, Dmitri se vio obligado a huir a Nogaev Ulus y pedir ayuda al poderoso temnik. En enero de 1284, el propio Gran Duque Dmitri utilizó las fuerzas militares del Ulus de Nogaev contra Andréi III para restaurar su poder en la tierra de Nóvgorod.

#### La lucha entre Moscú y Tver por el trono del Gran Príncipe Vladimir
- Artículo principal: La lucha entre Moscú y Tver

En los primeros años del siglo XIV, el Principado de Moscú expandió drásticamente su territorio a toda la cuenca del Río Moscova, reclamó Nóvgorod y recibió el apoyo del Metropolitano Pedro y de la Horda de Oro.
Entre 1304 y 1327, los tres Príncipes de Tver lograron establecer a sus gobernadores en Nóvgorod por la fuerza, derrotar a los moscovitas en la Batalla de Bortenevo (el 22 de diciembre de 1317) y matar al Príncipe Yuri de Moscú, el 21 de noviembre de 1325, en la sede del Kan (Sarai).
A partir de 1328, el poder de los Príncipes de Tver entró en declive, cuando el levantamiento de Tver fue aplastado por las tropas de la Horda en alianza con los moscovitas y los suzdalianos.
En 1332, Iván I de Rusia recibió una etiqueta del Kan que le concedía el derecho a cobrar la "salida" de todos los principados del noreste de Rusia y Novgorod. Al mismo tiempo, terminó la era de los Basqaq (funcionarios enviados por el Kan que vivían en tierras rusas para supervisar la recaudación de impuestos).
Desde la derrota de Tver, en 1328, hasta la primera Campaña de Algirdas contra Moscú, en 1368, hubo un gran silencio durante 40 años. De hecho, las tropas de la Horda de Oro no actuaron durante este período contra los poseedores de la etiqueta, sino que invadieron repetidamente el territorio de otros principados rusos:
- en 1333, junto con los moscovitas, en la tierra de Novgorod, que se negó a pagar tributo en una cantidad mayor y por primera vez en la historia aceptó al príncipe lituano;
- en 1334, junto con Dmitri (Príncipe de Briansk) (? - después de 1352), contra Iván Alexandrovich (Príncipe de Smolensk);
- en 1340, junto con Tovlubiy, nuevamente contra Iván Alexandrovich, quien entró en una alianza con Gediminas y se negó a pagar tributo a la Horda de Oro;
- en 1342 con Yaroslav Alexandrovich, Príncipe de Pronsk contra Iván Ivánovich Korotopol, Príncipe de Riazán.

Además, las tropas del Gran Ducado de Moscú, dirigidas por Simeón de Moscú, fueron, en 1341, contra la República de Nóvgorod; y, en 1351, contra el Principado de Smolensk.

#### Gran confusión
Desde 1359, la Horda de Oro comenzó a experimentar la “gran agitación”, un cambio frecuente de kanes que luchaban entre sí por el poder y gobernaban simultáneamente en diferentes partes del territorio de la Horda. Su parte occidental quedó bajo el control de Mamái, que gobernó en nombre de los kanes títeres y, alrededor de 1370, asumió una posición de liderazgo en la Horda.
En aquella época, en el contexto de la lucha de Moscú contra Tver y Vilna, Mamái adoptó una posición claramente pro-lituana. Algirdas reanudó el pago del tributo a Mamái desde las tierras del sur de Rusia, mientras que Dmitri Donskói de (Príncipe de Moscú), a partir de 1374, dejó de pagarlo. Esta se convirtió en una de las razones de la reorientación de los príncipes de los territorios disputados entre Vilna y el Gran Principado de Vladimir hacia Moscú.
El 11 de agosto de 1378, Dmitri Donskói derrotó al ejército punitivo enviado por Mamái, en el Río Vozha, después de lo cual Toqtamish, que se convirtió en Kan en la parte oriental del territorio de la Horda con la ayuda de Tamerlán, el gobernante de la Asia Central, comenzó una ofensiva contra Mamái.
En 1380, Mamái, en alianza con Vladislao II de Polonia, inició una campaña contra Dmitri Donskói, pero Dmitri condujo sus tropas más allá del Río Oká y derrotó a los tártaros, el 8 de septiembre de 1380, en la Batalla de Kulikovo, antes de que los lituanos llegaran (los lituanos y los riazanos atacaron a las tropas que regresaban, tomaron botín y prisioneros).
Esto ayudó Toqtamish a restaurar la unidad de la Horda de Oro y, en 1382, logró quemar Moscú y obligar a Dmitri a reanudar el pago del tributo, incluida la deuda de 1380, pero a cambio, el Principado de Moscú recibió el Gran Ducado de Vladimir como posesión hereditaria, mientras que Kashin se convirtió en un Gran Ducado separado de Tver.
Tras la derrota de Toqtamish por las tropas de Tamerlán, el 18 de junio de 1391, el Principado de Moscú volvió a no pagar tributo a la Horda, hasta el regreso de los hijos de Toqtamish al trono de la Horda de Oro (1412).
En 1408, Edigei no logró tomar Moscú (principalmente porque, Iván Mijáilovich, el Príncipe de Tver, no cumplió la orden de Edigei de “estar en Moscú” con la artillería) y restablecer el pago del tributo; solo logró tomar un rescate de 3 mil rublos de Basilio I de Moscú, en lugar de la deuda por los años que han pasado desde el derrocamiento de Toqtamish.
Al comienzo de la lucha por el poder entre los descendientes de Dmitri Donskói (1425-1453), su nieto (y nieto de Vitautas, el Gran Duque de Lituania) apeló a la voluntad del Kan, para subir al trono con el apoyo de Vitautas. Al mismo tiempo, la autoridad suprema de Vitautas fue reconocida por Moscú, Tver, Riazán y Pronsk.
A mediados del siglo XV, las tropas mongolas llevaron a cabo varias campañas militares devastadoras dirigidas por:
- Ulugh Muhammad: en 1439 y 1445;
- Sayyid Ahmad I: en 1449, 1450, 1451, 1455 y 1459;
- Mahmud bin Küchük, el hijo de Küchük Muhammad: en 1460.

Estas campañas lograron éxitos parciales (después de la derrota en 1445, Basilio II de Moscú fue capturado por los tártaros, por lo que fue obligado a pagar un gran rescate y darles algunas ciudades rusas para alimentar, lo que se convirtió en uno de los puntos de acusación contra él por parte de otros príncipes (Dmitri Shemiaka) que, en 1446, capturaron y cegaron a Basilio II).

## Derrocamiento del yugo mongol-tártaro
Véase también: Derrocamiento del yugo mongol-tártaro y Batalla del Río Ugra.
En 1472, Iván III de Rusia derrotó a los tártaros en la Batalla de Aleksin, en el Río Oká, se negó a pagar tributo al Kan y entró en negociaciones con el Kanato de Crimea. Según la historiografía tradicional rusa, después de la fallida campaña de Ahmed Kan y de la Batalla del Río Ugra en 1480, el yugo mongol-tártaro fue completamente eliminado. La adquisición de la independencia política de la Horda, junto con la expansión de la influencia de Moscú sobre el Kanato de Kazán (1487), jugó un papel en la posterior transferencia de parte de las tierras bajo el dominio del Gran Ducado de Lituania a la autoridad de Moscú.